# مسافر (آلبوم شادمهر عقیلی)
«مسافر» نام آلبوم موسیقی اثر شادمهر عقیلی، هنرمند ایرانی است که در سبک پاپ تهیه و در تیرماه سال ۱۳۷۷ منتشر شده‌است. مسافر اولین آلبوم رسمی  موسیقی با کلام از شادمهر عقیلی و همچنین یکی از اولین و پرفروش‌ترین آلبوم‌های تاریخ موسیقی پاپ ایرانی در بعد از انقلاب ۱۳۵۷ ایران می‌باشد.

## ایدهٔ ساخت
شادمهر عقیلی و بهروز صفاریان در سال ۱۳۷۶ در جریان رفت و آمدهایشان به سازمان صدا و سیمای جمهوری اسلامی ایران برای ساخت موسیقی با یکدیگر آشنا شد. در همان زمان شادمهر به واسطهٔ آهنگسازی برای یک خواننده دیگر با نیلوفر لاری‌پور آشنا شده و به او سفارش ترانه‌ای برای کسانی که از ایران رفته و در کشوری دیگر زندگی می‌کنند را داد که با این کلمه آغاز شود: مسافر خسته!
نیلوفر لاری‌پور در کمترین زمان ممکن کار را آماده کرد و به شادمهر داد. قرار بود این آهنگ را به شبکهٔ جام جم برای پخش ببرد اما در همان موقع تهیه‌کننده‌ای و قرار شد شادمهر این آهنگ را به همراه تعدادی آهنگ دیگر در قالب یک آلبوم ارائه کند.
شادمهر عقیلی در کمترین زمان ممکن شروع به ساخت و تنظیم این آلبوم مسافر کرد و این مجموعه در تیر ۱۳۷۷ منتشر شد.

## استقبال
آلبوم مسافر با استقبال بسیار زیادی رو به رو شد و چند میلیون نسخه از آن به فروش رسید تا تبدیل به یکی از پر فروش‌ترین آلبوم‌های تاریخ موسیقی پاپ ایران شود.
بهروز صفاریان سال‌ها بعد در مصاحبه‌ای با اشاره به استقبال فراوان از این آلبوم گفت: «وقتی «مسافر» به بازار آمد، قابل باور نبود که هر جای دنیا که می‌رفتی، آن را می‌شنیدی!»

## حواشی
- شادمهر عقیلی در سال ۱۳۸۸ در مصاحبه‌ای با علیرضا امیرقاسمی در برنامهٔ Un-Cut شبکه تلویزیونی تپش در رابطه با این آلبوم گفت: «شرکت تهیه‌کنندهٔ این آلبوم یعنی «پیغام سحر» با توجه به روابطی که با مسئولین وزارت ارشاد داشت موفق به دریافت مجوز برای این آلبوم شد.شادمهر بعدها در مصاحبه‌هایش اعلام کرد از قرار داد بستن و همکاری با شرکت «پیغام سحر» بسیار ضرر کرده و پشیمان است.
- نیلوفر لاری‌پور سال‌ها بعد در مصاحبه‌ای با هفته نامه یکشنبه دربارهٔ «مشکلاتی که بعضی از همکاران شادمهر برای وی ایجاد کردند» گفت: «مثلاً یک آدمی مثل عرشیا آمد و آلبوم اولش را با شادمهر کار کرد و از اسم شادمهر برای پیشرفت خودش استفاده کرد، بعدها به گوش ما رسید که ایشان با یکی از مراکز دولتی تماس گرفته و گفته بود که شادمهر، مسافر را برای شاه خوانده‌است و چطور به او اجازهٔ فعالیت می‌دهید؟ و این در حالی بود که من ترانهٔ مسافر را در مورد خودم گفته بودم.»
- نسخهٔ بی کلام قطعات آلبوم مسافر در سال ۱۳۷۸ توسط شرکت پیغام سحر در قالب آلبومی به نام مشق سکوت منتشر شد.

## بازنشر

طرح جلد آلبوم مسافر در بازنشرهای بعدی

آلبوم مسافر با دو طرح جلد متفاوت منتشر شده‌است. نخستین بار که این مجموعه به صورت نوار کاست منتشر شد تصویر شادمهر به صورت ناواضح در حال ویلون زدن روی جلد دیده می‌شد. اما در چاپ‌های بعدی آلبوم در همان سال‌ها و سال‌های بعد از تصویر شادمهر به صورت ایستاده و این بار با چهره‌ای واضح‌تر از پیش روی جلد آلبوم استفاده شد.
آلبوم مسافر در سال‌های نخستین انتشار شامل ۱۰ تراک بود. اما شرکت پیغام سحر در دههٔ ۱۳۸۰ که مسافر را به صورت CD (لوح فشرده) و نوار کاست منتشر می‌کرد دو آهنگ دیگر که مربوط به همان زمان تولید آلبوم می‌شد ولی بنا به دلایلی در آلبوم قرار نگرفته بود را در کنار سایر قطعات منتشر کرد. این دو قطعه غم تنهایی و آهنگ بی کلامی به نام جاده است.

## تیم تولید
آهنگسازان: شادمهر عقیلی، بهروز صفاریان
تنظیم کنندگان: شادمهر عقیلی، بهروز صفاریان
ترانه‌سرایان: نیلوفر لاری‌پور، سهیل محمودی، فرید احمدی و روشنک نمازی
نوازندگان:
ویلن (سلو)/گیتار: شادمهر عقیلی
پیانو/کیبورد: بهروز صفاریان
گیتار الکتریک: امید حجت
صدابردار: ناصر فرهودی
ضبط: استودیو پاپ (ناصر فرهودی)
طرح روی جلد: مریم نیکخواه ابیانه (جلد تیراژ یکم)، آتلیه سحر، محسن عزیزی (جلد در بازنشرهای بعدی)
عکس روی جلد: مریم نیکخواه ابیانه (جلد تیراژ یکم)، فریدون خسروی (جلد در باز نشرهای بعدی)
اجرای طرح جلد آلبوم: حمید دانشور و آسیه خلیل‌زاده (جلد تیراژ یکم)
ناظر چاپ: علی‌اکبر صدری

## فهرست آهنگ‌ها
| شماره | نام                 | سراینده         | آهنگساز       | تنظیم                       | مدت   |
| ----- | ------------------- | --------------- | ------------- | --------------------------- | ----- |
| ۱.    | «مسافر»             | نیلوفر لاری پور | شادمهر عقیلی  | شادمهر عقیلی                | ۰۵:۱۳ |
| ۲.    | «روح سبز»           | نیلوفر لاری پور | شادمهر عقیلی  | بهروز صفاریان               | ۰۴:۱۶ |
| ۳.    | «هزار و یک شب»      | نیلوفر لاری پور | شادمهر عقیلی  | شادمهر عقیلی                | ۰۴:۳۳ |
| ۴.    | «مشق سکوت»          | نیلوفر لاری پور | بهروز صفاریان | شادمهر عقیلی، بهروز صفاریان | ۰۳:۴۶ |
| ۵.    | «حدیث مهربونی»      | سهیل محمودی     | شادمهر عقیلی  | شادمهر عقیلی                | ۰۵:۴۱ |
| ۶.    | «جاده» (بی کلام)    |                 | موسیقی یونانی | شادمهر عقیلی                | ۰۲:۴۵ |
| ۷.    | «گل یاس»            | فرید احمدی      | شادمهر عقیلی  | شادمهر عقیلی                | ۰۵:۱۴ |
| ۸.    | «پل عاطفه»          | روشنک نمازی     | بهروز صفاریان | بهروز صفاریان               | ۰۴:۰۲ |
| ۹.    | «آرزوها»            | سهیل محمودی     | شادمهر عقیلی  | شادمهر عقیلی                | ۰۵:۳۴ |
| ۱۰.   | «غم تنهایی»         | بامداد جویباری  | بهروز صفاریان | بهروز صفاریان               | ۰۴:۰۹ |
| ۱۱.   | «بی تابی»           | سهیل محمودی     | شادمهر عقیلی  | شادمهر عقیلی                | ۰۳:۳۱ |
| ۱۲.   | «سُل وحشی» (بی کلام) |                 | شادمهر عقیلی  | شادمهر عقیلی                | ۰۳:۲۷ |